# Відомий, тому що відомий
Відомий, тому що відомий — це термін, який зазвичай використовується в принизливому сенсі для людини, яка досягла статусу знаменитості без чітко визначеної причини (на відміну від слави, яка ґрунтується на досягненнях, навичках або таланті) і, здається, створює власну славу, або когось, хто досяг слави через родину чи стосунки з наявною знаменитістю.

## Історія
Цей термін походить від аналізу медіа, що домінувало у світу під назвою «Зображення: путівник псевдоподіями в Америці» (1961) історика та соціального теоретика Даніеля Дж. Бурстіна. У ньому він визначив знаменитість як «людину, яка відома своєю популярністю». Далі він стверджував, що графічна революція в журналістиці та інших формах комунікації відокремила славу від величі, і що цей розрив прискорив занепад слави до простої слави. Упродовж багатьох років цю фразу приховували як «знаменитість — це той, хто відомий завдяки своїй популярності».

Британський журналіст Малкольм Маггерідж, можливо, був першим, хто використав цю фразу у вступі до своєї книги «Маггерідж через мікрофон» (1967), у якій він написав:
У минулому, якщо хтось був відомим або сумнозвісним, це було за щось — як письменник, актор або злочинець; за якийсь талант, відзнаку чи гидоту. Сьогодні один відомий, тому що відомий. Люди, які підходять до когось на вулиці чи в громадських місцях, щоб вимагати визнання, майже завжди кажуть: «Я бачив вас по телевізору!»
Нещодавно Ніл Ґаблер уточнив визначення знаменитості, щоб виділити тих, хто здобув визнання за те, що не зробив практично нічого значущого — феномен, який він назвав «фактором Жа Жа» на честь Жа Жа Габор, яка перетворила свій шлюб із актором Джорджем Сандерсом на коротку кінокар'єру і кінокар'єру в набагато більш стійку знаменитість. Далі він визначає знаменитість як «людську розвагу», маючи на увазі людину, яка забезпечує розваги самим процесом життя.
Ця тема відома і в німецькомовних країнах. Такі терміни, як «Schickeria» або «Adabei», характеризують медіа, які, з одного боку, також сприймаються критично, але з іншого боку є важливою редакційною темою, без якої сьогодні не хочуть обходитися електронні якісні медіа з комерційних причин. Людське репортажі є принципово важливою сферою журналістики, яка функціонує за власними правилами, особливо в друкованих ЗМІ, і, за словами журналіста Нормана Шенца, характеризується так: «Ми більше не просто пишемо про події, ми розповідаємо історії».

## Подібні терміни

### Феймеск
Дописувачка The Washington Post Емі Аргетсінгер ввела термін famesque для визначення акторів, співаків або спортсменів, чия слава здебільшого (якщо не повністю) зумовлена фізичною привабливістю та/або особистим життям, а не справжнім талантом і (якщо такі є) успішними досягненнями в кар'єрі. Аргетсінгер стверджувала: «Феймеск 2009 року походять від творіння на світанку телебачення, „Знамениті тим, що вони відомі“. Увімкніть ток-шоу чи „Голлівудські площі“, і там будуть Жа Жа Габор, брати Джойс, Чарльз Нельсон Рейлі, тож дружній і знайомий і — що вони знову зробили?» Вона також використала актрису Сієнну Міллер як сучасний приклад; «Міллер стала феймеск, зустрічаючись з Джуд Лоу... а потім стала справжньою феймеск, коли він зрадив їй з нянею — аж до того, що саме вона зробила Бальтазара Гетті феймеск (хоча він той, хто знімався в популярному серіалі „Brothers & Sisters“), коли про нього повідомлялося, що він втік від своєї дружини з нею на деякий час».

### Селебутанте
Celebutante — це телескопія слів «знаменитість» і «дебютантка». Чоловічий еквівалент іноді пишеться celebutant. Цей термін використовувався для опису таких спадкоємиць, як Періс Гілтон і Ніколь Річі, у розважальній журналістиці. Зовсім недавно цей термін і описи, подібні до цього терміна, були застосовані до родини Кардаш'ян-Дженнер. Під час інтерв'ю у 2011 році з деякими із Кардаш'ян, інтерв'юер Барбара Волтерс сказала: «Вас часто описують як „відомих тим, що ви знамениті“. Ви насправді не граєте, ви не співаєте, ви не танцюєте. Не маєте жодного — вибачте — жодного таланту». Пізніше у 2016 році Time описав сім'ю Кардаш'ян-Дженнер як всюдисущих знаменитостей, які є найбільш високооплачуваними зірками реаліті-шоу.
Цей термін походить від суспільної колонки Волтера Вінчелла 1939 року, у якій він використовував це слово для опису видатної світової дебютантки Бренди Фрейзер, яка була традиційною «світською» дебютанткою з відомої родини, але чий дебют викликав безпрецедентну хвилю увагу ЗМІ. Це слово знову з'явилося у статті Newsweek 1985 року про клубних знаменитостей Нью-Йорка, зосереджуючись на стилі життя письменника Джеймса Сент-Джеймса, Лізи Едельштейн і Даяни Брілл, яку Енді Воргол назвав «Королевою ночі».